# バンドじゃないもん!MAXX NAKAYOSHI
バンドじゃないもん!MAXX NAKAYOSHI（バンドじゃないもん!マックスナカヨシ）は、日本の女性アイドルグループである。キャッチフレーズは「ポスト・アイドル」

## メンバー
※以下、公式プロフィール通りに記載。
| 名前             | あだ名 | 楽器                        | 担当色                        | 担当色 | チャームポイント          | 出身地         | 誕生日 / 年齢                                      | 血液型       |
| ---------------- | --- | --------------------------- | ----------------------------- | ------ | ------------------------- | -------------- | -------------------------------------------------- | ------------ |
| 鈴姫みさこ       | みさこ みーちゃん | ドラム                      | ピンクなドラムスメ            |        | ほっぺのほくろ            | 千葉県         | 10月11日 Eternal 13 year old                       | 黒足アヒル型 |
| 鈴姫みさこ       | 自己紹介：「ホクロは世界の（ブラックホール） 愛いっぱい、夢いっぱい みーんなの（ポップスター） バンもんリーダーピンクなドラムスメ、みさここと鈴姫みさこです！」 備考：リーダー。好きな食べ物はチョロギ。好きな色は白と赤。ファンの名称は「みさっコ」。ポップロックバンド「神聖かまってちゃん」でも活動。 |                             |                               |        |                           |                |                                                    |              |
| 恋汐りんご       | 汐りん (しおりん) | カスタネット                | 恋するりんごいろ              |        | 黒髪ツインテール 姫カット | ぐんま県       | 6がつ16にち りんご5つぶん                          | Bがた        |
| 恋汐りんご       | 自己紹介：「いくよっ！汐りーん？(GO！！GO！！) 恋するヒロインりんご色。しおに恋しよ？///（メロメロ〜） 汐りんこと恋汐りんごです！」 備考：好きな食べ物はしろいごはん、おみそしる。好きな色は水色。ファンの名称は「恋汐ふぁみり」。バンドじゃないもん！での活動以前は「塩りんご」名義でアイドル活動をしていた。加入を機に秋葉原ディアステージに所属し、2016年4月14日まで在籍。                                                                               |                             |                               |        |                           |                |                                                    |              |
| ななせぐみ       | ぐみてゃん | シェイカー → Gumi pad(iPad) | サディスティックブルー (水色) |        | きんぱちゅ 片八重歯       | 東京都         | 0330 ぐみ1000粒分                                  | B            |
| ななせぐみ       | 自己紹介：「グミが欲しい人ー!（はーい！） はいあげないよ♡（え〜） 水色担当、サディスティックな負け犬系アイドル、ぐみてゃんことななせぐみです(どや顔)」 備考：好きな食べ物ははんばーぐ、グミ、マック。好きな色は水色。ファンの名称は「愚民」。バンドじゃないもん！での活動以前は@ほぉ〜むカフェで「あーろん」名義で活動をしていた。日本ツインテール協会にも属している。加入を機に秋葉原ディアステージに所属し、2016年4月13日まで在籍。                       |                             |                               |        |                           |                |                                                    |              |
| 望月みゆ         | みゆちぃ | ベース                      | メルヘングリーン              |        | えがお                    | 熊本県         | 6がつ4にち あなたの1こ下                           | AB型         |
| 望月みゆ         | 自己紹介：「あっちー、こっちー（みゆちぃ〜） みゆちぃのこと、どがん思っとうと？（すいとぉよ〜） メルヘングリーンのベース担当、みゆちぃこと望月みゆです」 備考：好きな食べ物は卵、チーズ、いちごタルト。ファンの名称は「みゆチィーズ」。バンドじゃないもん！に加入する以前からニコニコ動画の「踊ってみた」カテゴリにて「みゆちぃ」の名で活動する踊り手。期間限定アイドルユニット「緑だってはじけ隊」のメンバーとしても活躍していた。探偵ナイトスクープ出演。 |                             |                               |        |                           |                |                                                    |              |
| 甘夏ゆず         | ゆずポン | シンセサイザー              | コットンイエロー              |        | 首が長い                  | 千葉県         | 8/28 特に無いです                                  | O            |
| 甘夏ゆず         | 自己紹介：「みんなに届け！フレッシュ（ゆずぽ〜ん） バンもんのビタミンガール コットンイエロー担当、ゆずポンこと甘夏ゆずです」 備考：好きな食べ物はお肉、するめいか、ラーメン。ファンの名称は「ゆずポンズ」。ミスiD2015ファイナリスト。バンド活動の経験がある。幅広いジャンルの音楽を好み、ライブの際には得意とするギター演奏を披露することもある。ex.魅起法則                                                                                                |                             |                               |        |                           |                |                                                    |              |
| 大桃子サンライズ | ちゃんもも◎天照大桃子 | ティンシャ                  | ディープマリンブルー          |        | 青い髪の毛                | プレアデス星団 | 6/14 ちょっぴり大人な清純派、お酒は飲める年齢です♡ | B            |
| 大桃子サンライズ | 自己紹介：「目指せみんなで（アセンショーン！） プレアデス星出身 大桃子サン～（ライ！ズ!!） ディープマリンブルー担当の大桃子サンライズです」 備考：好きな食べ物はタイ料理。ファンの名称は「天照大軍団」。 |                             |                               |        |                           |                |                                                    |              |

### 旧メンバー
- 金子沙織：ドラムボーカル
オリジナルメンバー。あだ名は「かっちゃん」。担当色は、闇のパープルアイ。2013年5月7日よりリーダーを務めた。2013年9月19日のライブを最後に脱退。アイドルを卒業し、女優に転身した。

- 水玉らむね：マジカルタンバリン
担当色は、マジカルラベンダー。2013年5月7日に加入し、2014年4月6日のライブをもって脱退。バンドじゃないもん！加入以前より所属している秋葉原ディアステージで活動を続けていたが、2015年4月25日にディアステージも卒業。

## 略歴
みさこが「女の子と一緒に何かやりたい」と思い立ち、知人を介して出会ったかっちゃんと2011年初頭に結成。「バンドじゃないもん!」というユニット名は知人のインターネット配信中に一般公募で決定した。同年2月6日下北沢GARDENでライヴデビュー。活動開始時は、みさこ(ドラムボーカル)、かっちゃん(ドラムボーカル)、劔樹人(ベース)、ミナミトモヤ(キーボード･楽曲制作)の4人でライブを行っていた。
2012年10月3日、ミニ・アルバム『バンドじゃないもん!』でワーナーミュージック・ジャパンよりメジャー・デビュー。あいどる風ユニットとして活動していたが、メジャー・デビューを期にツインドラムあいどるを名乗る（ツインドラムあいどる期）。10月12日のライブ「今宵は阿佐ヶ谷ロフトでライブじゃないもん！」にて三番勝負を行いみさこがリーダーに就任。
2013年5月7日に恋汐りんご、水玉らむね、七星ぐみの加入を発表（ツインドラム＆トリプルファンタジー期）。新メンバー加入を機にみさこが鈴姫みさこに改名。また、熱海での強化合宿にてかっちゃんとみさこがストッキング相撲を行い、みさこがリーダー降格。5月24日に2人体制での最後のライブが行われ、6月8日に加入メンバーを含めた体制での初お披露目ライブが行われた。7月12日にファンの愛称が「もんスター」へと決定する。
9月19日のワンマンライブをもって金子沙織が脱退。10月17日、望月みゆの加入が発表され、翌18日の「ライジングガール・次世代くりえいたー女子祭り」＠渋谷2.5D にて初ステージを踏む（たたいて踊れるリズムアイドル期）。
2014年2月22日、水玉らむねが4月6日のライブをもって脱退する事と新メンバー募集オーディションを開催する事を発表。同年4月6日、オーディションによって選ばれた、甘夏ゆず、天照大桃子の加入が決定した事を発表（アイドル界のミクストメディア期）。また、みさこがリーダーに復帰。5月16日に新宿LOFTで6人体制初のライブ「SHINJUKU LOFT 15TH ANNIVERSARY EXTRA!!Presents ばんばんネギ大もり!!!」を開催。
2015年2月6日より公式ファンクラブ「ショコラ・クラブ」が開始。
2016年1月9日、「全国ツアー2016 〜てっぺん目指そうぜ！武者修行編〜」の大阪公演の中で、ポニーキャニオンより再びメジャーデビューすることが発表された。
12月15日、甘夏ゆずが週刊ヤングジャンプ「サキドルエースSURVIVAL SEASON6」に参加。3・4合併特大号にグラビア掲載。SEASON5には天照大桃子が参加しておりリベンジ戦となる。
2017年1月1日、天照大桃子が大桃子サンライズへと改名した。
2017年3月9日、甘夏ゆずがサキドルエースSURVIVAL SEASON6で優勝。週刊ヤングジャンプ15号の表紙となる。
2018年11月9日、「バンもん！おったまげ！肝試しツアー！FINAL『あなたには真実が見えますか？』～いままでありがとう～」を開催。本ライブのアンコールにてグループ名をバンドじゃないもん!MAXX NAKAYOSHIに改名することを発表。
2019年1月1日、『ポスト・アイドル』を掲げ、活動していくことを発表。4月にアルバム『NO LIMIT』をリリースし、5月19日の日比谷野外大音楽堂を皮切りに『JAPAN TOUR 2019○○元年！NAKAYOSHI幕府♡』をおこなった。
2019年10月5日、自身が所属するパーフェクトミュージック内に バンもん！のプライベートレーベル「NAKAYOSHI RECORDS」を設立することを発表。
2023年11月22日、東京・Zepp Shinjukuで行われたグループ初の47都道府県ツアー「バンもん！あちちちっ♡PIZZAツアー▽～日本全国47都道府県へ愛をおとどけ✩～」でテイチクエンタテインメントよりメジャーデビューすることが発表された。

## 作品
※最高位はオリコンチャート週間ランキングによるもの。

### ダウンロードカード（エムカード）
パーフェクトミュージック内に設立したプライベートレーベル「NAKAYOSHI RECORDS」からのリリースである
| 規格品番 | 発売日                      | タイトル     | 収録曲                                                                                      | 備考 |
| -------- | --------------------------- | ------------ | ------------------------------------------------------------------------------------------- | --- |
| NKYR-001 | 2019年12月23日              | 6 RESPECT    | 1. 6 RESPECT                                                                                | カードは全36種類                                                                                          |
| NKYR-002 | 2020年6月10日 2020年4月22日 | ゴッドソング | 収録曲 1. ゴッドソング 2. 時刻は真夜中、踊れ少年！ 3. この世に君が生きてる限り 4. 6 RESPECT | 2020年4月22日発売予定であったが感染症拡大の影響を受け、発売延期となった （楽曲自体は4月22日から配信開始） |

### 参加作品
- 『LINDBERG TRIBUTE〜みんなのリンドバーグ〜』（2014年7月23日、テイチクエンタテインメント）
LINDBERGのトリビュートアルバム。12曲目「もっと愛しあいましょ」で参加[34]。
- 『CR花の慶次 10周年記念アルバム』（2017年12月20日、ポニーキャニオン）  「CR花の慶次」シリーズ10周年記念CD　4曲目 「傾奇者恋歌」で参加[35]。

### イメージビデオ
- 甘夏ゆず「MAXXゆずポン」（2018年12月21日、竹書房）[36]

## 出演

### 映画
- 劇場版 神聖かまってちゃん ロックンロールは鳴り止まないっ（2011年、入江悠監督）みさこ出演（神聖かまってちゃん みさこ名義）
- モテキ（2011年9月23日公開、東宝、大根仁監督）みさこ出演（神聖かまってちゃん みさこ名義）
- 映画バンもん！〜あなたの瞬きはパヒパヒの彼方に〜（2012年、山戸結希監督）
- 劇場版 女子の事件は大抵、トイレで起こるのだ。（2015年8月22日公開、白石和彌監督）みさこ出演（岡本れんげ役）
- 劇場版 復讐のドミノマスク（2015年8月22日公開、室谷心太郎監督）みゆちぃ出演（さくら役）
- FIND（2019年11月15日公開、山嵜晋平監督）みゆちぃ出演（マリコ役）

### CM
- 株式会社アルティメット総研 賃貸情報サイト「ウチコミ！」 フジテレビ「バイキング」「すぽると！」内2015年7月1日よりオンエアー
- オートバックス カーズ　ちゃんもも◎のみ　2016年5月より静岡県、神奈川県限定オンエアー

### レギュラーテレビ番組
- しゅんしゅんクリニックPの美極めまシュッ！（2019年1月12日 - 2019年3月30日　毎週土曜日22:45～23:00、千葉テレビ放送）
- ミュージックブレイク～真夜中にバンもん！～（2020年3月31日 - 　毎週火曜日～金曜日深夜3時頃、テレビ東京）
- バンもん！のうぉーうぉーPLUS◇WOWOW PLUS MUSIC -深夜1時の音楽タイム-（2020年12月26日 - 、歌謡ポップスチャンネル ）

### テレビアニメ
- つぐもも（2017年） - しろうガールズ役、TVアナウンサー役（望月みゆ）、TVレポーター役（甘夏ゆず）
- 闇芝居（2024年） - 役名未定（恋汐りんご）[37]

### テレビドラマ
- チェイサーゲーム 第6話・第7話（2022年10月14日・21日、テレビ東京） - キャバクラ嬢役（しお、ぐみ、みゆ、ゆず、もも）

### ラジオ
- バンドじゃないもん!のオールナイトニッポンモバイルなんだもん!（ウェブラジオ）（2016年4月8日 - 2017年3月31日　毎週金曜日更新、ニッポン放送）
- バンドじゃないもん！ぐみしおのオールナイトニッポンモバイルなんだもん！（2017年4月14日 - 2019年3月29日 隔週金曜日更新）
- GIRLS♥GIRLS♥GIRLS =FULL BOOST=  「バンドじゃないもん！の月曜からテンアゲ!」（2017年4月3日 - 2019年3月25日、FM-FUJI）
- 知識出会い系 アイドル・マジナレッジ（2017年12月28日 - 2019年1月24日 毎週木曜日更新）
- ラジオiNEWS（2018年5月15日、22日、29日 ラジオNIKKEI第1放送  5月後半火曜ゲスト）みゆちぃ、ぐみ出演

### ゲーム
- アイコイノート（2020年4月27日、GMOプレイミュージック）[38]

## 書籍
- ローリング・ストーン日本版 2012年7月号（2012年6月）、2012年10月号（2012年9月）
- MARQUEE vol.93（2012年10月）、vol.100（2013年12月）、vol.104（2014年8月）、vol.108（2015年4月）、vol.114（2016年4月）、vol.137（2020年2月）
MARQUEE vol.100よりvol.111まで しおりんによるコラム「ヒロインのつくりかた」を掲載
- bounce 348号（2012年10月）、400号（2017年2月）
- 原宿女子 vol.1（2012年10月）、vol.2（2013年11月）しおりん、ぐみのみ
- 日経エンタテインメント! 2013年3月号（2013年2月）
- EYESCREAM 2013年3月号（2013年2月）、2013年12月号（2013年11月）ぐみのみ
- spotted701 vol.21（2013年2月）
- FLYING POSTMAN PRESS（フリーペーパー） 2013年3月号（2013年2月）
- B.L.T. 2014年2月号（2013年12月）
- Samurai ELO 2014年 03月号（2014年1月）しおりん、ぐみ、みゆちぃのみ
- WEGO MONTHLY GUIDE APRIL 2014（2014年3月）、December 2016（2016年12月）、MAY 2017（2017年5月）ぐみのみ
- 学研ムック 増税分を取り戻せ！マル得クレジットカード術（2014年3月）みゆちぃのみ
- Gothic&Lolita Bible vol.52（2014年5月）
- GIRLS'TREND Vol.7（2014年7月）
- 月刊 アイドル横丁新聞 あるあるCity瓦版 8月号（2014年8月）しおりんのみ
- CUTiE　2015年3月号（2015年2月）、2015年4月号（2015年3月）みゆちぃのみ
- 最強クレジットカードガイド2015 〜本当にトクするカードの選び方・使い方〜（角川SSCムック）（2015年3月）ゆずポンのみ、同タイトル2016年版（2016年3月）みゆちぃのみ、同タイトル2017年版（2017年3月）ゆずポンのみ
- Cool-up Girls Charming-POSTER MAGAZINE-（2015年3月）しおりん、ぐみ、みゆちぃ、ちゃんもも◎のみ、Vol.3（2015年8月）
- IDOL AND READ 003（2015年3月）みさこのみ、004（2015年7月）しおりんのみ、005（2015年11月）ぐみのみ、006（2016年3月）みゆちぃのみ、007（2016年7月）ゆずポンのみ、008（2016年9月）ちゃんもも◎のみ、011（2017年6月）しおりんのみ、014 <2018年3月> ゆずポンのみ、016 <2018年9月> みさこのみ
- UP to boy 2015年6月号（2015年4月）ぐみ、ちゃんもも◎のみ
- WEGO ゆめかわBOOK（2015年7月）しおりん、みゆちぃ、ゆずポン、ちゃんもも◎のみ
- VV magazine vol.15（2015年9月）
- ARENA PLUS vol.4（2015年11月）
- 月刊少年チャンピオン 2016年1月号（2015年12月）より2016年7月号（2016年6月）まで「月刊チャンスポ」内「俺が考えた最強次世代バンド!」コーナーを担当
- BOUQUET Vol.05（2016年1月）Vol.07（2016年5月）
- ROCKIN'ON JAPAN 2016年7月号（2016年5月）、2017年7月号（2017年5月）
- Popteen 2016年12月号（2016年11月）ぐみ、ちゃんもも◎のみ
- 週刊ヤングマガジン 2016年49号（2016年11月）ちゃんもも◎のみ
- Quick Japan vol.130（2017年2月）
- scream！2017年3月号、バンドじゃないもん！SPECIAL ISSUE（2017年3月）
- 週刊ヤングジャンプNo.15 2017.3.23号（2017年3月）
- MIKIO SAKABE×∀iDOL style book（2017年3月）しおりん、ぐみのみ、 <2018年7月> しおりん、ぐみのみ
- バンもん！スタイルブック～ふかんぜん６Girls♥～（2017年4月28日発売）
- SPA! 5/16号（2017年5月）ゆずポンのみ
- 東京グラフィティ 10月号 <2017年9月> ちゃんもも◎のみ
- ダ・ヴィンチ 5月号 <2018年4月> ちゃんもも◎のみ
- MIKIO SAKABE×∀iDOL StyleBook <2018年7月>
- モノ・マガジン 8-16/9-2合併号 <2018年8月> みゆちぃ、ゆずポンのみ
- アイドルの本棚 写真集 ちゃんもも◎編１ <2018年8月> ちゃんもも◎のみ
- IDOL☆POPUNITED Vol.006 <2018年11月>
- 月刊キスカ 2019年1月号 <2018年12月> ゆずポンのみ
- 実話BUNKAタブー 2月号 <2018年12月> ゆずポンのみ
- 楽遊IDOL PASS vol.10 関東＋東日本版 <2018年12月>